# Gallium(III)-oxid
Gallium(III)-oxid ist eine chemische Verbindung des Galliums und zählt zu den Oxiden. Der farblose, kristalline Feststoff kommt in fünf Modifikationen vor.

## Gewinnung und Darstellung
Gallium(III)-oxid lässt sich durch Entwässerung von Galliumhydroxid bei 500 °C gewinnen.
{\displaystyle \mathrm {2\ Ga(OH)_{3}{\xrightarrow {\triangle }}Ga_{2}O_{3}+3\ H_{2}O\uparrow } }
Eine Alternative ist die Zersetzung von Galliumnitrat bei 200 °C. Die beiden Darstellungswege führen zu unterschiedlichen Modifikationen, die sich bei höheren Temperaturen zur stabilsten β-Modifikation umsetzen.

## Eigenschaften
Die Modifikationen des Gallium(III)-oxid bezeichnet man mit den griechischen Buchstaben α bis ε. Die stabilste ist die monokline β-Modifikation. Wird Galliumhydroxid entwässert, bildet sich zunächst die γ-Modifikation, deren Struktur eine Spinellstruktur mit Galliumdefekten ist. Bei längerem Erhitzen geht diese in die α-Ga2O3-Modifikation mit Korundstruktur und schließlich in β-Ga2O3 über.
Beim Reaktionsweg über Galliumnitrat bildet sich zunächst die Bixbyit-artige δ-Modifikation, die sich beim stärkeren Erhitzen über die orthorhombische ε-Phase ebenfalls in β-Ga2O3 umwandelt.
Mehrere Galliumoxidmodifikationen zeigen fotokatalytische Aktivität bei der Zersetzung aromatischer Verbindungen wie Benzol oder Toluol. Sie ist höher als die des häufig eingesetzten Titan(IV)-oxids.

## Verwendung
Gallium(III)-oxid ist Ausgangsstoff für die Herstellung von Gadolinium-Gallium-Granat für Magnetblasenspeicher.